# Карлос Кармона Бонет
Карлос Кармона Бонет (ісп. Carlos Carmona Bonet, нар. 5 липня 1987, Пальма) — іспанський футболіст, півзахисник, відомий виступами за «Спортінг» (Хіхон) та юнацькі збірні Іспанії.

## Клубна кар'єра
Народився 5 липня 1987 року в місті Пальма. Вихованець футбольної школи «Мальорки». В сезоні 2004/05 виходив на поле в одній грі Ла-Ліги у складі головної команди клубу. Того ж року залучався до матчів команди «Мальорка Б» у третьому іспанському дивізіоні.
2005 року був відданий в оренду до друголігової команди «Реал Вальядолід», а за рік на аналогічних умовах приєднався до третьолігової «Картахени», де провів три сезони.
Влітку 2009 за 350 тисяч євро перейшов до друголігового «Рекреатіво» (Уельва), звідки вже за рік перейшов до системи «Барселони», де, утім, протягом двох сезонів грав у тій же Сегунді за другу команду «Барселона Б».
У липні 2002 року уклав контракт зі «Спортінгом» (Хіхон), також представником другого дивізіону. Став ключовою фігурою півзахисту команди і за три роки допоміг їй пробитися до елітної Ла-Ліги. Тож протягом 2015—2017 виступав на рівні найвищого іспанського дивізіону, після чого команда знову його полишила. Продовжував захищати її кольори в Сегунді до 2021 року. Загалом за дев'ять сезонів відіграв за клуб із Хіхона майже 300 офіційних ігор в усіх турнірах.
Влітку 2021 року приєднався до нижчолігової команди «Інтерсіті».

## Виступи за збірні
2002 року дебютував у складі юнацької збірної Іспанії (U-16), загалом на юнацькому рівні за команди різних вікових категорій взяв участь у 24 іграх, відзначившись 6 забитими голами.